# Kelly Kruger
Pour les articles homonymes, voir Kruger.
Kelly Kruger (née le 12 novembre 1981) est une actrice canadienne. Elle est surtout connue pour avoir joué Mackenzie Browning dans Les Feux de l'amour. Elle a également interprété le rôle récurrent d'Eva dans Amour, Gloire et Beauté.
Elle est née et a grandi à Montréal, au Québec, et parle couramment le français. Elle a été élevée dans la religion juive.

## Carrière
À 17 ans, Kelly a été découverte par l'agence de mannequin Elite Models alors qu'elle rendait visite à sa famille à Los Angeles. Après avoir travaillé comme mannequin, elle a commencé travailler comme actrice, sa véritable passion. Kelly a décroché un rôle principal dans le long métrage Vampire Clan. Kruger est apparue dans Les Feux de l'amour en tant que Mackenzie Browning, de février 2002 à juillet 2003,. Kruger est également apparue dans plusieurs films, ainsi que dans un épisode de la série télévisée Le Retour de K 2000 et Blue Mountain State . Kelly est apparue dans des émissions à succès telles que Entourage, Bones, Esprits criminels, Castle et Rizzoli & Isles.
En 2014, il a été annoncé que Kelly Kruger avait rejoint le casting d'Amour, gloire et Beauté. Kruger fera ses débuts en tant qu'Eva en août 2014, dans un épisode qui se déroule à Paris. Kelly Kruger d'apparaître dans la série en tant qu'Eva.
Le 9 mars 2018, il a été annoncé que Kelly Kruger revenait dans Les Feux de l'amour en tant que Mackenzie, le rôle qu'elle avait joué pour la dernière fois en 2003.

## Filmographie
- 2002-2003 : Les Feux de l'amour : Mackenzie Browning
- 2004 : Mysterious Skin : Déborah
- 2006 : Esprits criminels : Kelly Seymour
- 2007 : Entourage : Lorie
- 2013 : Rizzoli and Isles : Jenny Cabot
- 2014-2017 : Amour, Gloire et Beauté : Eva
- 2018-2019 : Les Feux de l'amour : Mackenzie Browning
- 2020-2021 : Amour, Gloire et Beauté : Eva